# Johannes Theodorus van der Kemp

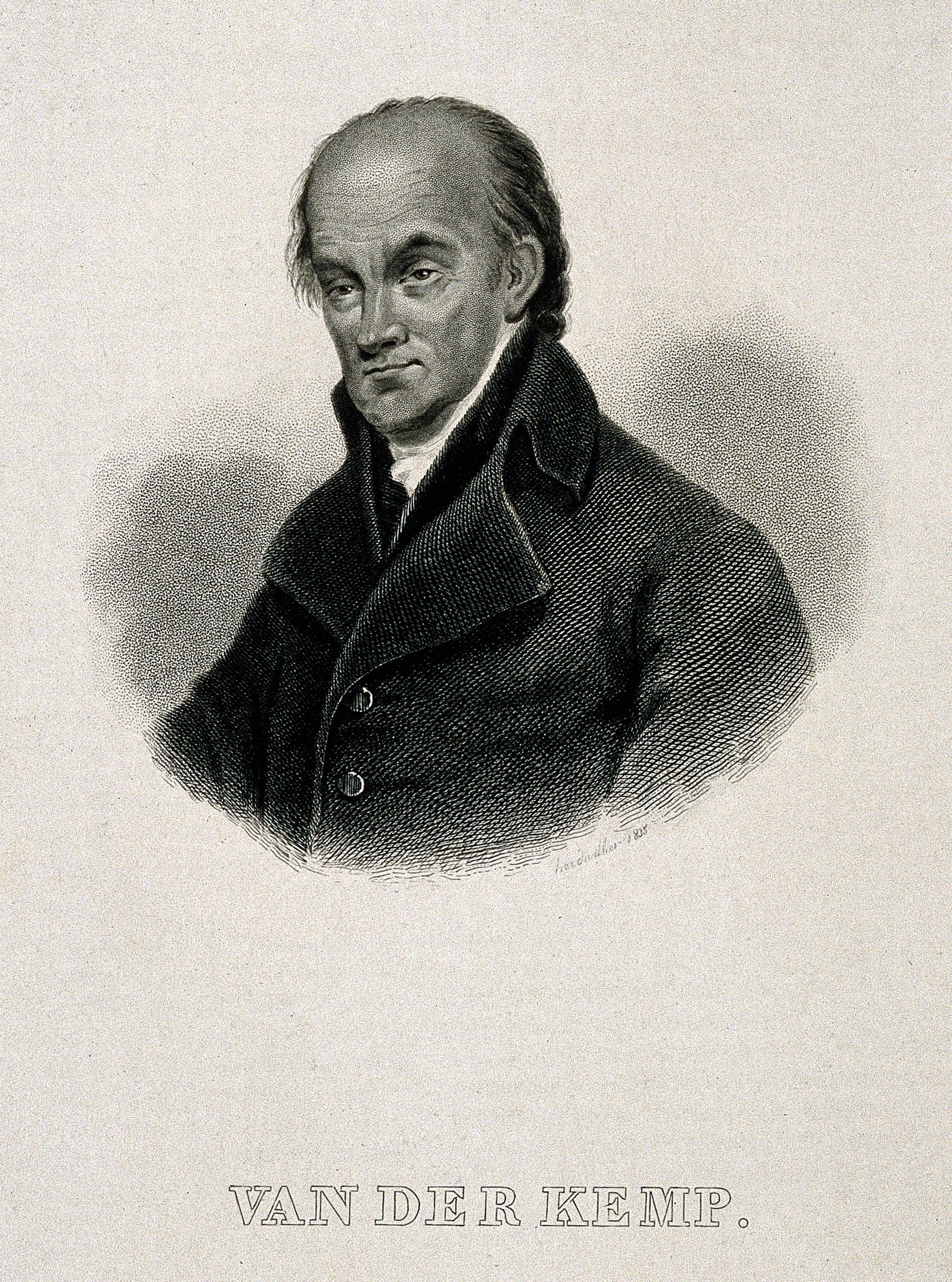
Johannes Theodorus van der Kemp

Johannes Theodorus van der Kemp (Rotterdam, 1747 – Machtelt Schmidt, Zuid-Afrika, 15 december 1811) was een Nederlandse militaire arts en zendeling.
Van der Kemp was de initiatiefnemer van het Nederlandsch Zendeling Genootschap. Hij studeerde theologie in Schotland. In 1798 vertrok hij als zendeling voor het Londens Zendingsgenootschap naar Zuid-Afrika waar hij werkte onder de Xhosa en Khoikhoi. Hij kwam daar ook in contact met Coenraad de Buys.
Zijn vader Cornelius van der Kemp (1702-1772) was predikant en hoogleraar.